# Penza Phoenixes
I Penza Phoenixes ((RU)  Фениксы) sono una squadra di football americano di Penza, in Russia, fondata nel 2012.

## Dettaglio stagioni

### Tornei nazionali

#### Campionato

##### Campionato russo/LAF
| Stagione | regular season | regular season | regular season | regular season | regular season | regular season | playoff | playoff | playoff | playoff | playoff | playoff   | playoff    |
|          | Vin            | Par            | Per            | Tot            | PF             | PS             | Vin     | Per     | Tot     | PF      | PS      | risultato | avversaria |
| -------- | -------------- | -------------- | -------------- | -------------- | -------------- | -------------- | ------- | ------- | ------- | ------- | ------- | --------- | ---------- |
| 2014     | 1              | 0              | 5              | 6              | 52             | 195            | -       | -       | -       | -       | -       | -         | -          |
| 2016     | 1              | 0              | 3              | 4              | 25             | 141            | -       | -       | -       | -       | -       | -         | -          |
| Totale   | 2              | 0              | 8              | 10             | 77             | 336            | -       | -       | -       | -       | -       |           |            |

Fonti: Enciclopedia del Football - A cura di Roberto Mezzetti

##### EESL Pervaja Liga (terzo livello)/EESL Vtoraja Liga
| Stagione | regular season | regular season | regular season | regular season | regular season | regular season | playoff | playoff | playoff | playoff | playoff | playoff    | playoff                       |
|          | Vin            | Par            | Per            | Tot            | PF             | PS             | Vin     | Per     | Tot     | PF      | PS      | risultato  | avversaria                    |
| -------- | -------------- | -------------- | -------------- | -------------- | -------------- | -------------- | ------- | ------- | ------- | ------- | ------- | ---------- | ----------------------------- |
| 2020     | 2              | 0              | 2              | 4              | 86             | 132            | -       | -       | -       | -       | -       | -          | -                             |
| 2021     | 2              | 0              | 2              | 4              | 118            | 90             | 0       | 1       | 1       | 22      | 46      | Semifinale | Petrozavodsk Karelian Gunners |
| 2022     | 2              | 0              | 4              | 6              | 176            | 128            | -       | -       | -       | -       | -       | -          | -                             |
| Totale   | 6              | 0              | 8              | 14             | 380            | 350            | 0       | 1       | 1       | 22      | 46      |            |                               |

Fonti: Enciclopedia del Football - A cura di Roberto Mezzetti

##### EESL Osennjaja Liga
| Stagione | regular season | regular season | regular season | regular season | regular season | regular season | playoff | playoff | playoff | playoff | playoff | playoff   | playoff      |
|          | Vin            | Par            | Per            | Tot            | PF             | PS             | Vin     | Per     | Tot     | PF      | PS      | risultato | avversaria   |
| -------- | -------------- | -------------- | -------------- | -------------- | -------------- | -------------- | ------- | ------- | ------- | ------- | ------- | --------- | ------------ |
| 2022     | -              | -              | -              | -              | -              | -              | 2       | 0       | 2       | 70      | 42      | Campioni  | Kazan Motors |
| Totale   | -              | -              | -              | -              | -              | -              | 2       | 0       | 2       | 70      | 42      |           |              |

Fonti: Enciclopedia del Football - A cura di Roberto Mezzetti

### Tornei locali

#### Black Bowl
| Stagione | regular season | regular season | regular season | regular season | regular season | regular season | playoff | playoff | playoff | playoff | playoff | playoff   | playoff    |
|          | Vin            | Par            | Per            | Tot            | PF             | PS             | Vin     | Per     | Tot     | PF      | PS      | risultato | avversaria |
| -------- | -------------- | -------------- | -------------- | -------------- | -------------- | -------------- | ------- | ------- | ------- | ------- | ------- | --------- | ---------- |
| 2017     | 0              | 0              | 4              | 4              | 20             | 126            | -       | -       | -       | -       | -       | -         | -          |
| Totale   | 0              | 0              | 4              | 4              | 20             | 126            | -       | -       | -       | -       | -       |           |            |

Fonti: Enciclopedia del Football - A cura di Roberto Mezzetti

#### Campionato del Circondario federale del Volga
| Stagione | regular season | regular season | regular season | regular season | regular season | regular season | playoff | playoff | playoff | playoff | playoff | playoff      | playoff    |
|          | Vin            | Par            | Per            | Tot            | PF             | PS             | Vin     | Per     | Tot     | PF      | PS      | risultato    | avversaria |
| -------- | -------------- | -------------- | -------------- | -------------- | -------------- | -------------- | ------- | ------- | ------- | ------- | ------- | ------------ | ---------- |
| 2018     | 0              | 0              | 3              | 3              | 22             | 77             | -       | -       | -       | -       | -       | Quarto posto | -          |
| Totale   | 0              | 0              | 3              | 3              | 22             | 77             | -       | -       | -       | -       | -       |              |            |

Fonti: Enciclopedia del Football - A cura di Roberto Mezzetti

### Riepilogo fasi finali disputate
| Anno           | Luogo        | Evento              | Fase del torneo | Incontro                                        | Risultato |
| 14 agosto 2021 | Petrozavodsk | EESL Vtoraja Liga   | Semifinale      | Petrozavodsk Karelian Gunners - Penza Phoenixes | 46 - 22   |
| 9 ottobre 2022 | Korolëv      | EESL Osennjaja Liga | Finale          | Penza Phoenixes - Kazan Motors                  | 30 - 28   |

## Palmarès
- 1 EESL Osennjaja Liga (2022)